# Andreï Artamonovitch Matveïev
Pour les articles homonymes, voir Matveïev.
Le comte Andreï Artamonovitch Matveïev (en russe : Андрей Артамонович Матвеев), né le 15 août 1666 (25 août dans le calendrier grégorien) et mort le 16 septembre 1728 (27 septembre dans le calendrier grégorien), est un diplomate russe, compagnon de Pierre le Grand et premier ambassadeur russe à Londres et La Haye.

## Biographie
Fils d’Artamon Sergueïevitch Matveïev et d’une Écossaise, Eudoxie Hamilton, Andreï Artamonovitch est nommé stolnik de chambre (комнатный стольник) à l’âge de 8 ans. Sous le règne de Fédor III, Artamon Sergueïevitch tombe en disgrâce et est exilé avec sa famille dans le nord, à Poustoziorsk et Mezen. À la suite du décès de Fédor Alekseïévitch, la famille rentre à Moscou en mai 1682 mais Artamon Sergueïevitch est tué quatre jours plus tard lors de la révolte des streltsy. Andreï Artamonovitch fuit la capitale. De 1691 à 1693, il occupe les fonctions de voïevode dans la région de la Dvina occidentale.
Pierre le grand, dont la mère avait grandi au sein de la famille Matveïev et qui éprouvait du respect pour Artamon Matveïev, envoya Andreï Artamonovitch en qualité d’ambassadeur extraordinaire et plénipotentiaire dans les Provinces-Unies (1699–1712) puis en Autriche (1712–1715). À Vienne, il reçoit le titre de comte du Saint-Empire romain germanique.
Au cours de son séjour à La Haye, il visite également Paris (1705-06) et Londres (1707-08), cherchant à dissuader la cour britannique de reconnaître Stanislas Leszczynski comme roi de Pologne.
Au moment de quitter Londres, Matveïev est arrêté par des baillis exigeant le versement de cinquante livres et maltraité tant physiquement que verbalement. Malgré les excuses de la reine et du Parlement, le corps diplomatique est en émoi. L’incident est à l’origine du Act Preserving the Privileges of Ambassadors du 21 avril 1709, première législation sur l’immunité diplomatique.
En 1716, Andreï Artamonovitch est rappelé à Saint-Pétersbourg et placé à la tête de l’académie navale au rang de conseiller privé. Trois ans plus tard, il devient sénateur et président du collège de justice. Il prend sa retraite en 1727 après avoir passé les trois dernières années de son service en tant que président du Sénat à Moscou.